# Scuola federale della Sassonia Sant'Afra

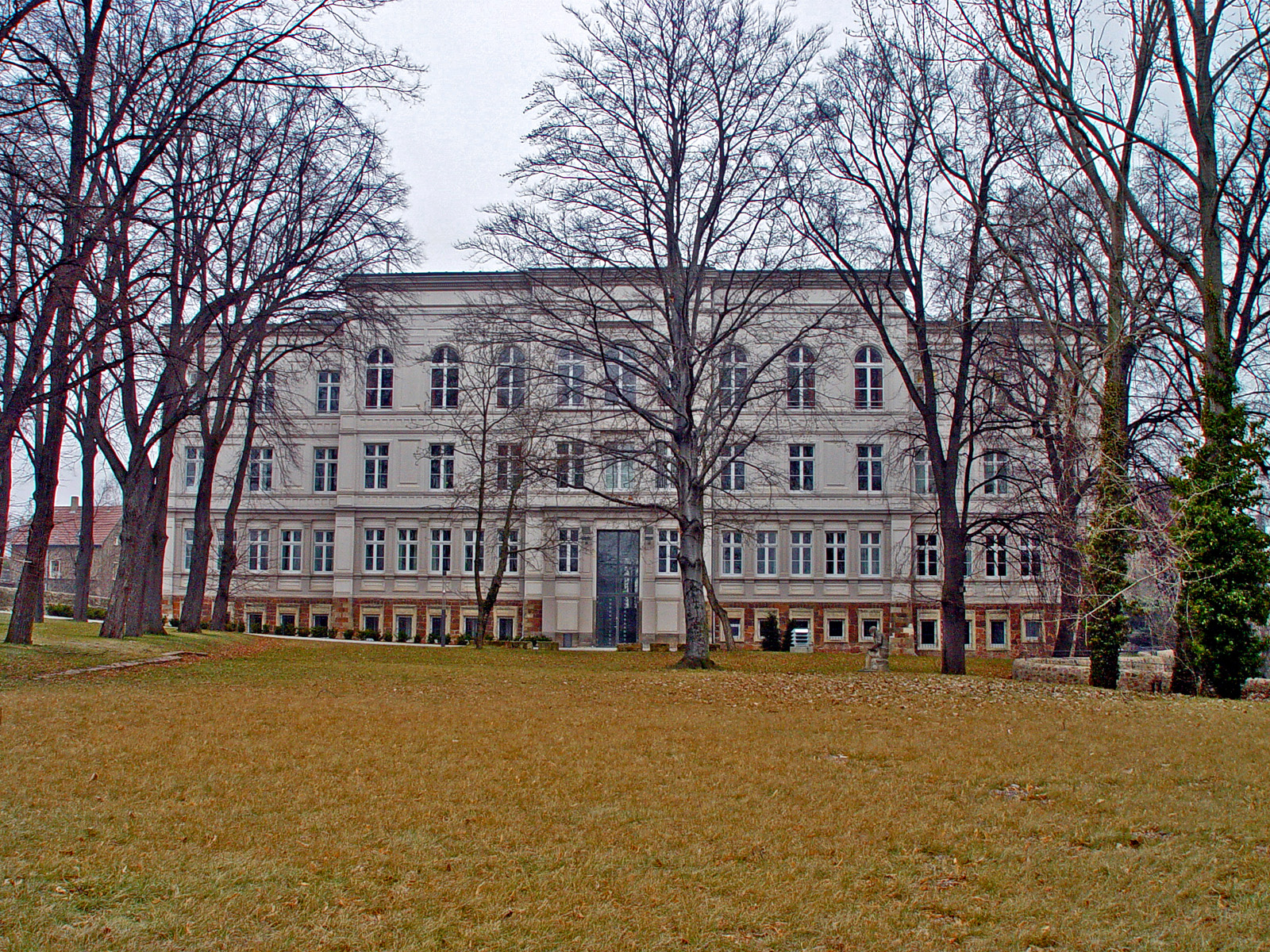
Sede della scuola

La Scuola federale della Sassonia - Sant'Afra (in tedesco: Sächsisches Landesgymnasium Sankt Afra) è un collegio scolastico, situato nella città di Meißen (Sassonia, Germania, per studenti con un'intelligenza elevata. Fondata nel 1543, l'obiettivo della scuola è di promuovere l'intelligenza e lo sviluppo sociale dei studenti con grandi capacità intellettive. Il costo per frequentare la scuola rispetta il bilancio sociale, per questo ci sono solo piccoli costi per l'affitto, il supporto e il cibo. È la prima scuola statale fondata per gli studenti tedeschi con grandi abilità ed è il principale modello per scuole con lo stesso obiettivo.